# Jean Labastie
Pour les articles homonymes, voir Labastie.
Jean Jacques Labastie est un magistrat et homme politique français né le 28 février 1754 à Gap (Hautes-Alpes) et mort le 24 février 1821, à Grenoble (Isère).

## Biographie
Avocat du roi au bailliage de Gap en 1782, il devient commissaire du roi en 1790, et président du tribunal criminel des Hautes-Alpes en 1791. Élu, le 29 août 1791, député des Hautes-Alpes à l'Assemblée législative. Il ne s'y fait pas remarquer, se tient à l'écart pendant la Terreur, et est nommé professeur de législation à l'École centrale des Hautes-Alpes. 
Partisan du 18 brumaire, il est nommé, par le nouveau gouvernement, juge au tribunal d'appel de l'lsère le 12 prairial an VIII, membre de la Légion d'honneur le 25 prairial an XII, et conseiller à la cour impériale de Grenoble le 17 avril 1811. La seconde Restauration le confirme, le 22 mars 1816, dans ces dernières fonctions, qu'il occupe jusqu'à sa mort. 
Il a épousé Monique Victoire de Foucauld de Pontbriand.